# قرار مجلس الأمن التابع للأمم المتحدة رقم 51
قرار مجلس الأمن التابع للأمم المتحدة رقم 51، المعتمد في 3 يونيو 1948 ،أعاد تأكيد قرارات المجلس السابقة بشأن النزاع بين الهند وباكستان، وأمر اللجنة المنشأة بموجب قرار مجلس الأمن رقم 39 للانتقال إلى مناطق النزاع وإنجاز المهام الموكلة إليها في قرار مجلس الأمن رقم 47 في أقرب وقت ممكن. كما كلف القرار اللجنة بمعالجة رسالة أرسلها إلى المجلس وزير خارجية باكستان.
اعتمد القرار بثمانية أصوات. امتنعت جمهورية الصين، جمهورية أوكرانيا الاشتراكية السوفيتية والاتحاد السوفياتي.